# Jute
Jute er en tekstilfiber som fås fra juteplantens stilk. Fibrene er grove og stive. På grund af stivheden bliver fibrene ofte tilsat planteolie (spindeolie) ved vævningen, og derfor kan vævet jute have en særegen lugt. Vævet jute kaldes for sækkelærred. I 1960'erne og 1970'erne var jute populært til tapeter, kaldet hessian. Jute og hamp bruges desuden til at efterligne græs og planter.
Juteplanten er en et-årig, hurtigvoksende plante i Corchorus-slægten. Planterne vokser i tropiske områder (27-31 °C) med megen nedbør (>1500 mm om året), særligt i Asien, men også i Brasilien. Årsproduktionen i verden er i dag ca. 3,5 mill. tons.